# Panamakrankheit

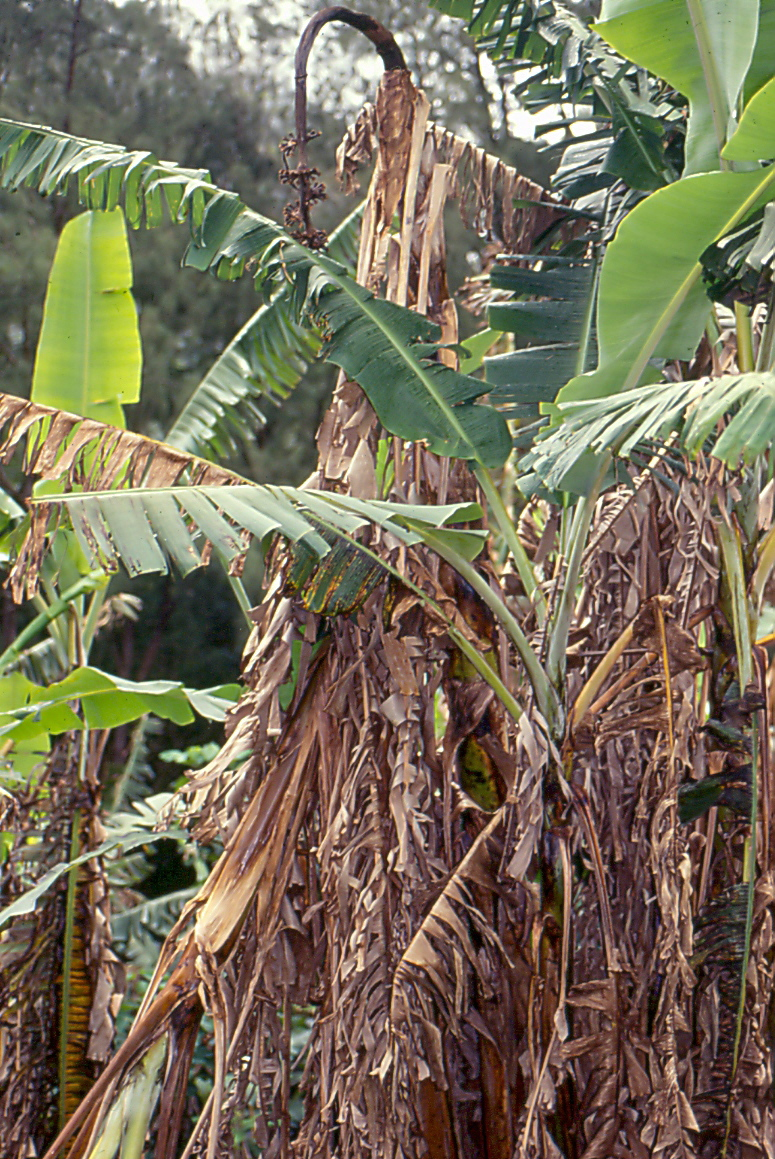
Infolge der Panamakrankheit welkende Bananenpflanze

Die Panamakrankheit ist eine zu den Fusariosen zählende Krankheit der Bananen (Musa spp.). Sie wird von dem Schlauchpilz Fusarium oxysporum f. sp. cubense hervorgerufen und tritt im natürlichen Verbreitungsgebiet der Bananen und deren Anbaugebieten auf. Sie äußert sich in einer Verwelkung erkrankter Pflanzen, die in der Folge keine Früchte mehr bilden und im Endstadium der Krankheit absterben.
Die Krankheit war ursprünglich wohl in Südostasien nordwestlich der Wallace-Linie beheimatet. Sie erhielt ihren Namen 1890, als sie auf Plantagen in Panama und Costa Rica flächendeckend auftrat und zu enormen Ernteausfällen führte. Im Laufe der nächsten Jahrzehnte breitete sie sich durch Ableger- und Setzlingshandel im gesamten Lateinamerika und in Afrika aus, Anfang der 1960er Jahre war ein wirtschaftlicher Anbau des im Export gängigen Cultivars 'Gros Michel' nicht mehr möglich. Die großen Bananenproduzenten reagierten darauf, indem sie auf die Cultivare der 'Cavendish'-Gruppe umstiegen, die gegen die Panamakrankheit resistent waren.
In den 1990er Jahren trat in Taiwan eine neue Rasse des Erregers auf, die auch 'Cavendish' befiel. Später wurde sie auch in anderen Ländern Ost- und Südostasiens nachgewiesen, von wo aus sie sich bis nach Mosambik und den Nahen Osten ausbreitete. Im Fall eines erneuten Befalls der lateinamerikanischen Plantagen werden hohe Verluste für den globalen Bananenhandel befürchtet, der fast ausschließlich auf den Cultivaren der 'Cavendish' Gruppe beruht.
F. oxysporum f. sp. cubense reagiert nicht auf Fungizide. Anders als in den 1960ern steht auch kein alternatives Cultivar zur Verfügung, und die Züchtung neuer Bananencultivare brachte bis jetzt keinen Erfolg; die Cavendish lässt sich nicht auf herkömmliche Weise züchten, da sie samenlos ist (Parthenokarpie) und sich durch Ableger vermehrt. Daher gibt es derzeit kein wirksames Mittel zur Bekämpfung der Krankheit, das sich flächendeckend anwenden ließe.
Es wird versucht, durch Genome Editing pilzresistente Sorten zu schaffen. Transgene Pflanzen mit Resistenzen gegen die Panamakrankheit sind bislang nicht im Freiland getestet worden und stehen zudem vor dem Problem der mangelnden Akzeptanz gentechnisch veränderter Lebensmittel bei den Verbrauchern.
Im August 2019 meldeten die Behörden in Kolumbien das Auftreten der Tropical Race 4. In Costa Rica wurde Anfang Juli 2020 wegen der Ausbreitung der Krankheit der „phytosanitäre Notstand“ erklärt.